# 弊草
弊草（学名：Hymenachne assamica）为禾本科膜稃草属下的一个种。